# پل هورشیگ
پل هورشیگ (انگلیسی: Paul Horschig؛ زادهٔ ۱ مارس ۲۰۰۰) بازیکن فوتبال است.
از باشگاه‌هایی که در آن بازی کرده‌است می‌توان به باشگاه فوتبال ارتسگبیرگ آئو اشاره کرد.